# The Kooks
Pour les articles homonymes, voir Kooks (chanson de David Bowie).
The Kooks est un groupe d'indie pop britannique, originaire de Brighton, en Angleterre. Formé en 2004 par Luke Pritchard (chant/guitare), Hugh Harris (guitare), Paul Garred (batterie) et Max Rafferty (guitare basse), le groupe reste le même jusqu'au départ de Rafferty en 2008. Celui-ci est alors remplacé par Dan Logan, puis par Peter Denton qui intègre le groupe en octobre 2008. Au début de 2010, Luke Pritchard annonce le départ de Paul Garred, dû à un problème nerveux au bras, mais celui-ci revient plus tard dans l'année. Il est finalement remplacé définitivement par Alexis Nuñez en 2012.
Leur musique étant principalement influencée par le mouvement British Invasion de 1960, et par le post-punk du nouveau millénaire, The Kooks se définit lui-même comme un groupe « pop ». The Kooks a expérimenté un bon nombre de genres différents, tels que le rock, la Britpop, la pop, le reggae et le ska.
Signant avec Virgin Records juste trois mois après sa formation, The Kooks a sorti son premier album Inside In/Inside Out en 2006. L'album remporte un grand succès : quadruple disque de platine en un an au Royaume-Uni, certification platine en Australie et deux fois platine en Irlande. The Kooks gagne aussi le Best UK an Ireland Act aux MTV Europe Music Awards 2006 et remporte une nomination aux Brit Awards pour le single She Moves in Her Own Way. Leur second album, Konk (2008), se classe numéro un au UK Albums Chart et se vend à 65 000 exemplaires en une semaine, remportant un disque d'or au Royaume-Uni et en Irlande. The Kooks enregistre son troisième album, intitulé Junk of the Heart, sorti le 12 septembre 2011.

## Biographie

### Formation et débuts (2004–2005)

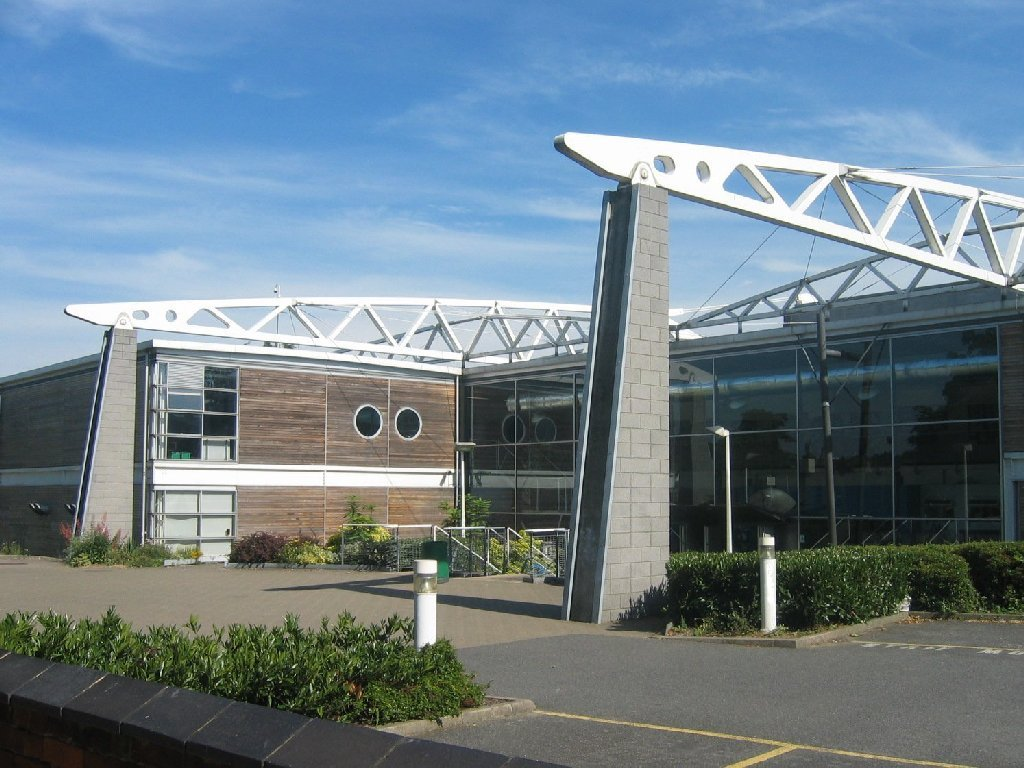
Garred, Pritchard et Harris se sont rencontrés à la BRIT School.

Les membres originaux (Garred, Pritchard and Harris) de The Kooks étaient tous des étudiants à l'Institut de Musique Moderne de Brighton en 2003. L'idée de former un groupe est venue de Pritchard alors qu'il faisait du shopping avec Garred. Parlant sur MTV, Garred explique : « Nous avons eu une vision dans laquelle nous voyions l'image que l'on voulait pour ce groupe. Nous avons donc acheté des vêtements et des chapeaux. » Partageant l'amour pour les Rolling Stones, Bob Dylan, The Police et David Bowie, Pritchard invite Harris et Rafferty à se joindre au groupe, qui était alors un projet scolaire musical. Pritchard disait : « Nous nous sommes rejoint sur un caprice ! » Sans démo de leur travail, Garred et Pritchard ont alors cherché un concert et selon Garred, ils ont eu l'occasion de jouer leur premier concert car le manager aimait leurs chapeaux. « Nous sommes partis à la recherche d'un concert, sans démo et on nous a répondu : vous ne pouvez pas avoir de dates si vous n'avez pas de démo, mais j'aime vos chapeaux alors je vais vous programmer un concert. », dit Garred. De toute façon, le groupe n'a pu jouer ce soir là étant donné qu'il enregistrait sa première démo.
Prenant le nom d'une chanson de David Bowie, Kooks, le groupe commence à répéter. La première chanson qu'ils joueront en tant que groupe sera celle des Strokes : Reptilia. Le groupe enregistrera un EP et l'enverra dans le but de trouver des concerts, mais recevra des offres de managers et de compagnies d'enregistrement. Le groupe avait tout juste trois mois quand il signe avec Virgin Records après avoir été repéré par le label du Brighton Free Butt Festival en 2005. Dans une interview avec musicomh.com, Pritchard révèle : « Tout s'est passé très rapidement, nous avons fait une démo avec un compagnon à Londres et nous l'avons envoyé à une seule personne dans le but d'obtenir quelques dates. Il s'est avéré qu'il était un manager. Il nous a appelé et tout a commencé là. » Les membres du groupe ont sincèrement pensé qu'ils ne seraient pas prêts à temps, « Il était trop tôt pour signer avec un label... Nous étions vraiment jeunes, nous ne jouions ensemble que depuis deux ou trois mois, nous ne voulions donc vraiment pas signer. Mais nous avons pensé que c'était vraiment une bonne occasion et les Virgin semblaient vraiment être des gens cool - ils semblaient juste comprendre d'où nous venions », disait Pritchard, qui a complimenté l'espace que le label a offert au groupe pour qu'il se développe. « Ils ont été très patients avec nous et nous ont laissé développer notre style, tel qu'il était. »

### Inside In/Inside Out(2006–2007)

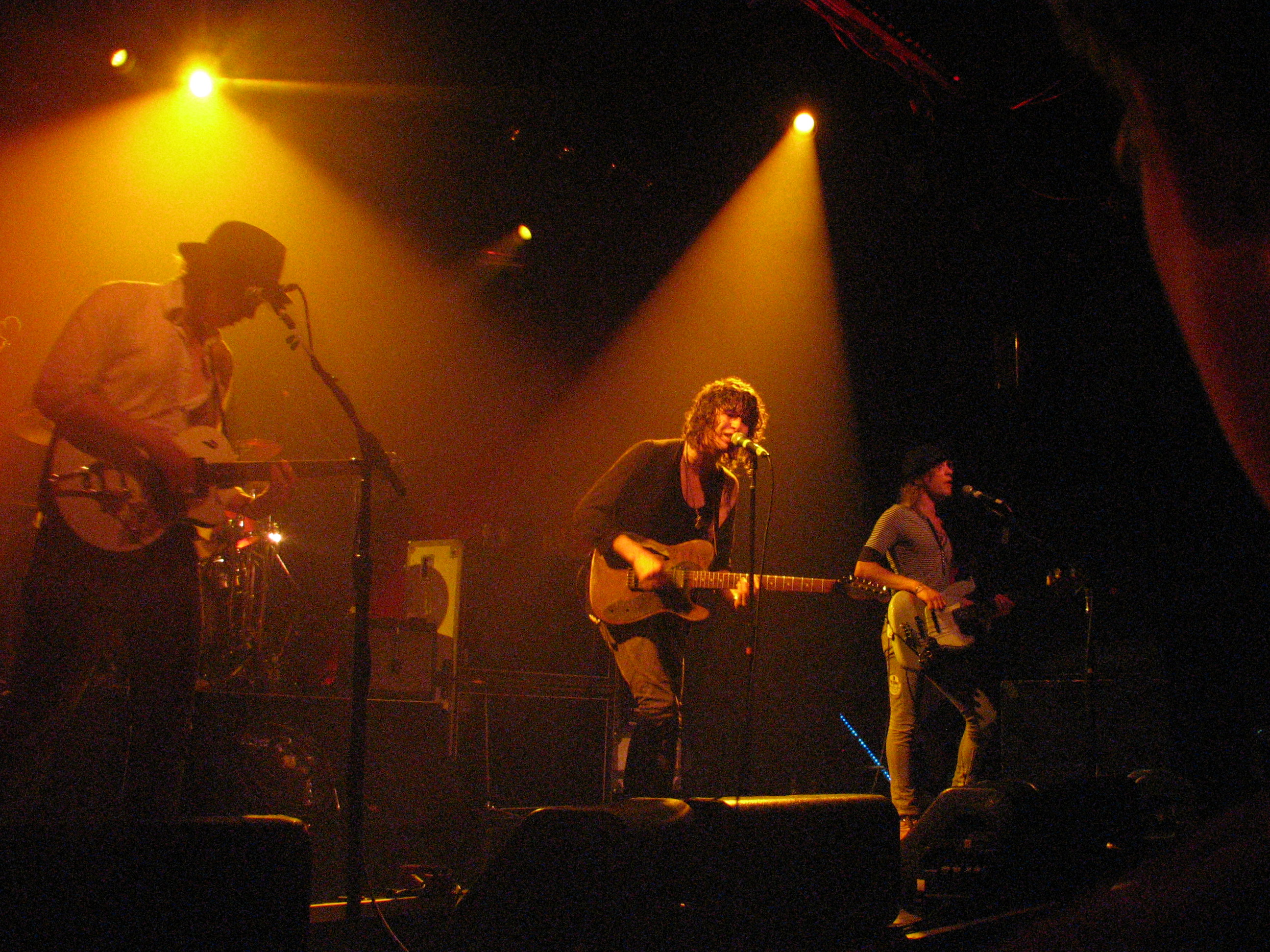
The Kooks au Irving Plaza, le 11 mai 2007.

Après avoir signé avec Virgin Records, les membres de The Kooks sont réticents à enregistrer tout de suite un album, restant sur le désir de se concentrer sur leurs performances live et sur la composition. Le groupe dit s'être retrouvé embarqué dans leur première tournée en ayant enregistré un album dont le but principal était de les aider dans le développement de leur style et de leur son. Comme l'explique Pritchard : « Nous ne nous sommes pas assis avec un stylo. Nous nous sommes naturellement développés et nous ne nous sommes pas façonnés ou moulés sur quoi que ce soit". » Finalement, le groupe part en studio avec plus d'une centaine de chansons, de différents genres musicaux et il faudra de la patience au producteur Tony Hoffer pour façonner les enregistrements dans leur version finale.
Suivant leur première tournée, soutenant The Thrills, The Kooks enregistrent leur premier album, Inside In/Inside Out, aux studios Konk de Londres en 2005. Bien que l'attention médiatique soit dominée par la sortie de l'album Whatever People Say I am, That's What I'm Not des Arctic Monkeys le même jour, Inside In/Inside Out se vend à 19 098 exemplaires la première semaine. Plus tard, dans le NME, Pritchard remerciera les Arctic Monkeys pour le blindage de The Kooks auprès de la presse. The Kooks atteignent la neuvième position de l'UK Album Chart, mais descendent jusqu'à la deuxième durant deux semaines. L'album est un succès qui se vend à plus d'un million d'exemplaires. Les singles Eddie's Gun, Sofa Song, You Don't Love Me, Naive, She Moves In Her Own Way et Ooh La sont les succès dans le hit-parade anglais, tandis que Naïve et She Moves In Her Own Way poussent The Kooks dans le top dix pour la première fois,.
Kev Kharas, dans sa critique pour Drowned in Sound, voit en The Kooks un genre « moins irrévérencieux et plus mélodique de Art Brut », et note des traces d'« emo » dans leurs chansons. Dans AllMusic, Tom Sandra notera que le groupe est « lourdement imprégné de rock classique », comme Thin Lizzy ou The Dexy's, mais que le groupe garde tout de même un style tout à fait personnel. Décrivant The Kooks comme « un rappel qu'il y a autant de groupes médiocres au Royaume-Uni, qu'aux États-Unis », Jenny Eliscu, la critique de Rolling Stone, décrit l'album comme « tout à fait oubliable. » De son côté, Brian Bellardi, de Prefix écrit une critique très positive, comme quoi Inside In/Inside Out est « un mélange presque parfait du Britpop des années 1960, celui des années 1990 et le nouveau punk du nouveau millénaire. »
L'album est certifié quadruple disque de platine au Royaume-Uni par la British Phonographic Industry (BPI), durant un an, et certifié disque de platine en Europe par la International Federation of the Phonographic Industry,. Le succès de leur premier album pousse le groupe sous la lumière du projecteur médiatique, gagnant les prix au Royaume-Uni et en Irlande, et remportant un BritAward pour She Moves In Her Own Way en 2007,.

### Départ de Rafferty et Konk (2008–2009)

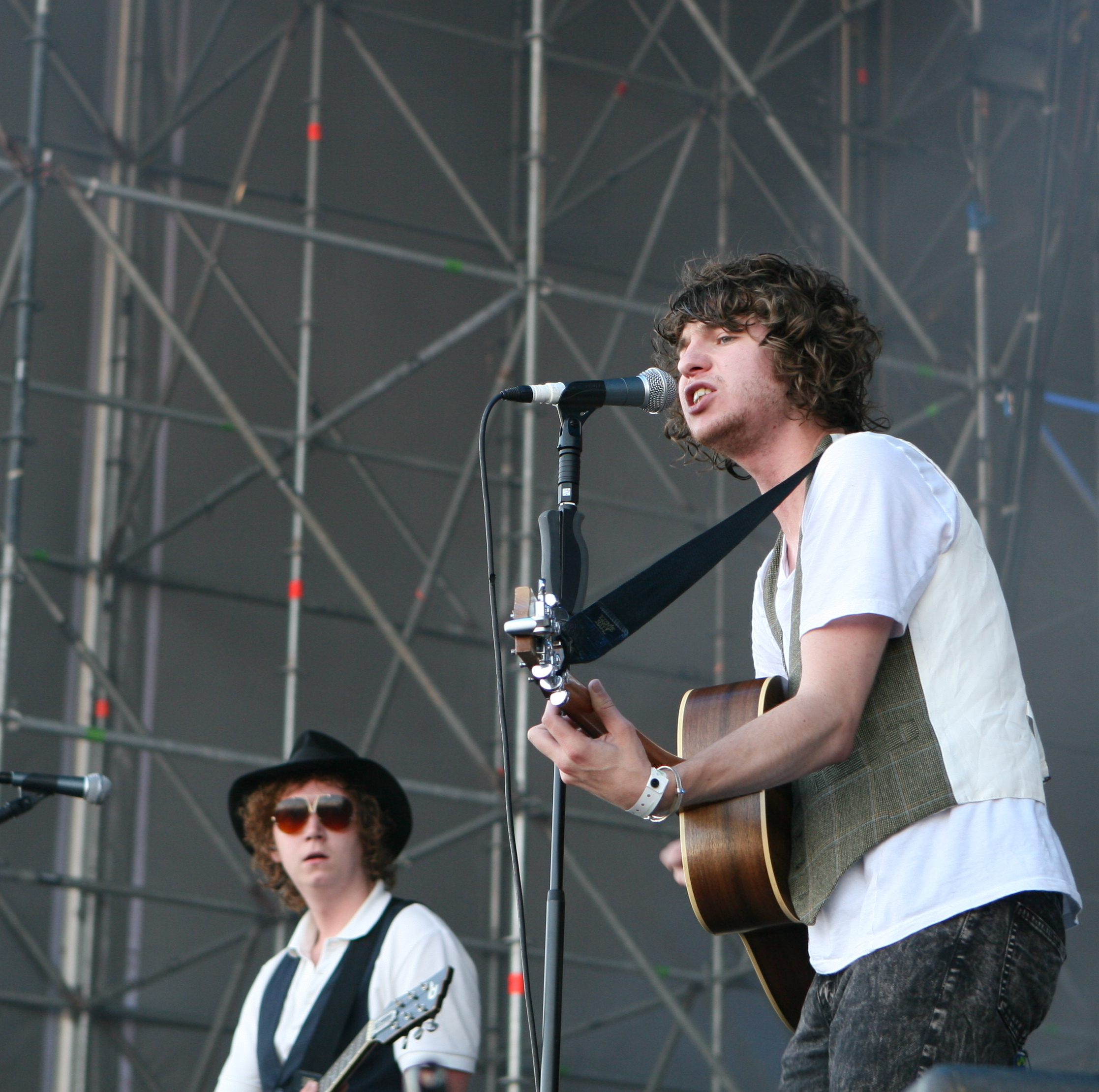
Harris et Pritchard au Summercase 2008 de Barcelone.

Rafferty quitte le groupe le 28 janvier 2008 après une série d'absences dues à son alcoolisme et de rumeurs à propos de sa place dans le groupe. L'addiction à la drogue fut également citée comme raison de son départ. Il est alors remplacé temporairement par un bassiste du groupe local Cat the Dog de Brighton, Dan Logan. Après ce départ, le groupe est considéré comme séparé, mais le chanteur Luke Pritchard dit au Sun que « La séparation doit rester dans vos esprits. C'est dur de laisser partir quelqu'un auquel on tient tant. Nous devons penser à nos fans. » Il ajoute également la possibilité que Dan Logan rejoigne le groupe en tant que nouveau bassiste : « C'était vraiment bizarre pour nous mais ce sont des choses qui arrivent. Dan n'a pas officiellement rejoint le groupe à ce jour. Nous sommes en train de le tester, mais j'aime jouer avec lui. » Finalement, Logan ne rejoindra pas le groupe et en octobre 2008, ce sera Peter Denton qui le rejoindra officiellement en prenant l'ancienne place de Rafferty.
Le second album de The Kooks, Konk, est sorti en avril 2008. Le nom provient du nom du studio où il est enregistré, avec Tony Hoffer aux manettes, qui avait déjà travaillé sur le premier album du groupe. Le groupe enregistre également dans ce même studio sept chansons live avec les Arctic Monkeys et Mike Crossey, le producteur de The Zutons. Avant la sortie de l'album, le chanteur du groupe, Luke Pritchard, dans une entrevue publiée dans le NME, avait avoué avoir 80 à 90 chansons écrites pour cet album. « Je veux un gros album… J'ai un ego, je souhaite un bon album. Je voudrais entendre nos singles à la radio et voir la tête des gens pleines de nos chansons », dit-it également. Enregistré sur un total de sept semaines à Londres et Los Angeles, Pritchard ajoute : « Tony est un génie, mais cette fois nous voulons quelque chose d'innovant dans la production. »
Konk passe premier du UK Albums Chart avec une vente de 65 901 albums la première semaine. L'album contient également trois singles du top 50, Always Where I Need to Be étant classé troisième. Aux États-Unis, l'album atteint la 41e place du Billboard 200 et le single Always Where I Need to Be, atteint la 22e place au Alternative Songs Chart. L'album est certifié disque d'or au Royaume-Uni et en Irlande. Une seconde édition limitée de Konk est sortie, contenant l'album RAK en plus. AllMusic écrit qu'avec Konk, The Kooks « explore la pop et le rock avec toute leur gloire », tandis que la BBC Music décrivait l'album comme « un peu artificiel avec de vieilles lignes de guitares et d'intros. » Le magazine NME suggère que le départ de Rafferty affecte la production de Konk, indiquant que « Konk est l'album d'un groupe en désarroi. »

### Junk of the Heart(2009–2012)

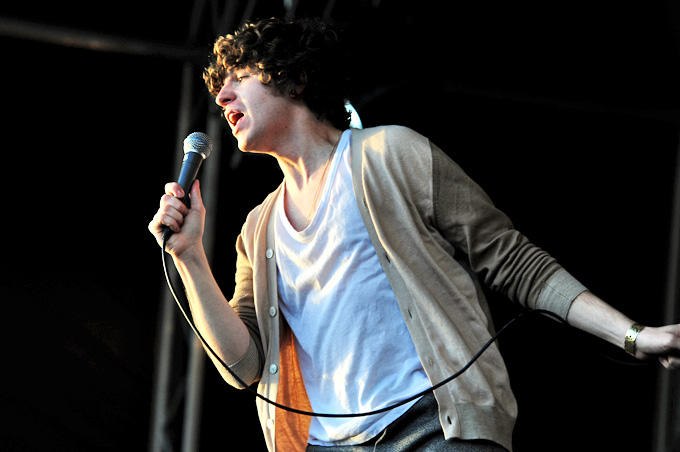
The Kooks au Southbound, en janvier 2012.

En avril 2009, The Kooks révèle à la BBC Newsbeat qu'ils étaient en train de travailler sur leur troisième album studio. Pritchard ajoute : « Nous nous sommes en quelque sorte barricadés à la campagne pour quelques semaines - séjournant chez des amis dans un chalet de Norfolk. » Le groupe repart en tournée, dans des festivals au Royaume-Uni et en Europe, durant l'été. Le batteur Paul Garred ayant quitté le groupe en 2009, à cause d'un problème nerveux au bras, c'est Chris Prendergast qui l'a remplacé à partir de 2010. Pritchard avoue : « C'était vraiment fou pour nous. Il y a eu de nombreuses fois où l'on pensait que tout allait s'arrêter », mais il n'y a pas eu l'idée d'une séparation.
Au cours de l'année 2011, Garred reprendra sa place au sein du groupe. En janvier 2011, Pritchard déclare que le groupe a enregistré quatorze nouvelles chansons. The Kooks annonce alors sur Facebook la sortie de l'album le 30 mars 2011, mais il ne sortira finalement que le 12 septembre, sous le nom de Junk of the Heart. L'album est une fois de plus produit par Tony Hoffer. Le premier single de l'album est Is It Me, paru le 4 septembre 2011. En mars 2012, le groupe livre le clip du morceau Saboteur, réalisé par Cosmo Campbell.

### Listen(2013–2016)
Aux alentours du 4 juillet 2013, les Kooks annoncent un nouveau site. Le site revêt un nouveau manteau puisque la façade est celle que l'on peut trouver sur un Tumblr c'est-à-dire qu'il n'y a que des photos. De ce site, l'éternel accès au Store et aux dates de concerts. Peu de temps après le lancement du site, le 6 février, les Kooks annoncent leur retour avec une tournée en Australie. Un mois après suit un concert qui sera une grande première pour eux puisqu'ils joueront à Jakarta en Indonésie. Trois jours après sur leur page Facebook est annoncée une date à Oxford, concert qui déclenchera leur départ pour l'Australie. Paul Garred ne fait plus partie de la bande, il a quitté les Kooks pour cause de problème nerveux au bras, il est remplacé par un certain Alexis.
Après quelques mois sans grandes nouvelles du groupe, ni gros concerts de prévu, The Kooks annonce son quatrième album en 2014. La sortie est prévue pour le 1er septembre.

### The Best of... So Far(depuis 2017)
Le 21 novembre 2016, The Kooks annonce une tournée britannique best-of entre avril et mai 2017 pour marquer leur dixième année d'existence. En parallèle à cette tournée, le 31 mars 2017, le groupe annonce l'album The Best of... So Far, et Be Who You Are, une des chansons comprises dans la compilation. Pritchard avertit que cette tournée ne précède pas une éventuelle séparation.

## Influences
Leur premier album, Inside In/Inside Out, typiquement Britpop, est influencé par des groupes tels que The Libertines, Thin Lizzy, The Police et de groupes britanniques des années 1960. Le style lyrique de Luke Pritchard est comparé à une « jeune, et plus pathétique, version de Pete Doherty. » Par la suite, le groupe trouvera lui-même que l'album n'était pas consistant, comme le dira Hugh Harris lors d'une interview pour le Sunday Business Post.
Konk, leur deuxième album, sera dans ce sens plus mature et plus travaillé. Il est souvent comparé au travail des Kinks ayant le même producteur. Le groupe part également dans la même direction que The Fratellis et les Arctic Monkeys. Pritchard dira à plusieurs reprises qu'« il trouve l'album dynamique » et que « chaque chanson a son propre caractère. » Il dira même que « c'est un bon album pop. »

## Membres

### Membres actuels
- Luke Pritchard - chant, guitare rythmique, piano (depuis 2004)
- Hugh Harris - guitare, claviers (sur Shine On), chœurs (depuis 2004)
- Alex Nuñez - batterie (depuis 2012)

### Anciens membres
- Paul Garred - batterie (2004-2010)
- Max Rafferty - guitare basse, chœurs (2004-2008)
- Dan Logan - guitare basse, chœurs (2008)
- Nicholas Millard - batterie (2008)
- Chris Prendergast - batterie (2010)
- Peter Denton - guitare basse, chœurs (2008-2018)

## Discographie

### Albums studio
- 2006 : Inside In/Inside Out
- 2008 : Konk
- 2011 : Junk of the Heart
- 2014 : Listen
- 2018 : Let's Go Sunshine
- 2022 : 10 Tracks to Echo in the Dark
- 2025 : Never/Know

### Compilations et albums live
- 2015 : Hello, What's Your Name?

1. Creatures of Habit (Jack Beats Remix) (5:11)
2. Bad Habit (Apexape Remix) (4:48)
3. Sweet Emotion (Montmartre Remix) (4:27)
4. Are We Electric (Kideko Remix) (3:59)
5. Westside (Frank De Wulf Remix) (6:40)
6. Sunrise (Midnitemen Remix) (4:44)
7. Around Town (Max Pask & "Spiky" Phil Meynell Remix) (4:11)
8. Backstabber (XKH Remix) (4:35)
9. Murdered & Downer (Medley) (A Monstrous Psychedelic Bubble Remix) (14:06)
10. Forgive & Forget (Isabella "Machine" Summers Remix) (5:10)

- 2017 : The Best of... So Far

1. Naïve (3:25)
2. Always Where I Need To Be (2:41)
3. Junk of the Heart (Happy) (3:07)
4. Bad Habit (3:41)
5. She Moves in Her Own Way (2:49)
6. Shine On (3:15)
7. Seaside (1:39)
8. Down (2:43)
9. Sofa Song (2:14)
10. Is It Me (3:29)
11. You Don't Love Me (2:35)
12. Forgive & Forget (3:57)
13. Ooh La (3:32)
14. Sway (3:37)
15. Eddie's Gun (2:14)
16. Matchbox (3:12)
17. Be Who You Are (3:54) (Inédit)
18. Broken Vow (4:26) (Inédit)
19. Naive (The Him Remix) (3:27)